# Creepshow (Kerli)
Creepshow este cel de-al treilea disc single al cântăreței estoniene Kerli, extras de pe albumul său de debut și promovat începând cu noiembrie, 2008 exclusiv în regiunea Țărilor Baltice. Versurile piesei conțin „motive” tipic estoniene, iar videoclipul filmat pentru acest cântec este o animație ce abundă în referiri istorice și culturale cu privire la Estonia.